# Dermatopolimiosite
Dermatopolimiosite é uma família de distúrbios de miosite que inclui polimiosite e dermatomiosite . Como tal, inclui uma erupção cutânea distinta e fraqueza muscular progressiva.  É uma doença rara. É tratada pela especialidade médica de reumatologia. 